# Karl Lind (drakbåtspaddlare)
Karl Lind, född 23 juli 1990 i Luleå, är en svensk drakbåtspaddlare och kanotist. Lind bor i Luleå och tävlar för Luleå Kanotklubb.

## Meriter
ICF VM
- Poznan 2014
  - Brons 20manna mix 500m [2]

ECA EM
- Auronzo di Cadore 2015
  - Guld 20manna mix 200m [3]
  - Brons 20manna mix 500m [4]
  - Brons 20manna mix 2000m [5]
  - Brons 10manna mix 200m [6]
  - Brons 10manna dam 200m [7]
  - Brons 10manna dam 2000m [8]

IDBF VM U24
- Szeged 2013
  - Guld 10manna herr 200m (U24) [9]
  - Silver 20manna mix 1000m (U24) [9]
  - Brons 20manna mix 500m (U24) [9]

## Bildgalleri

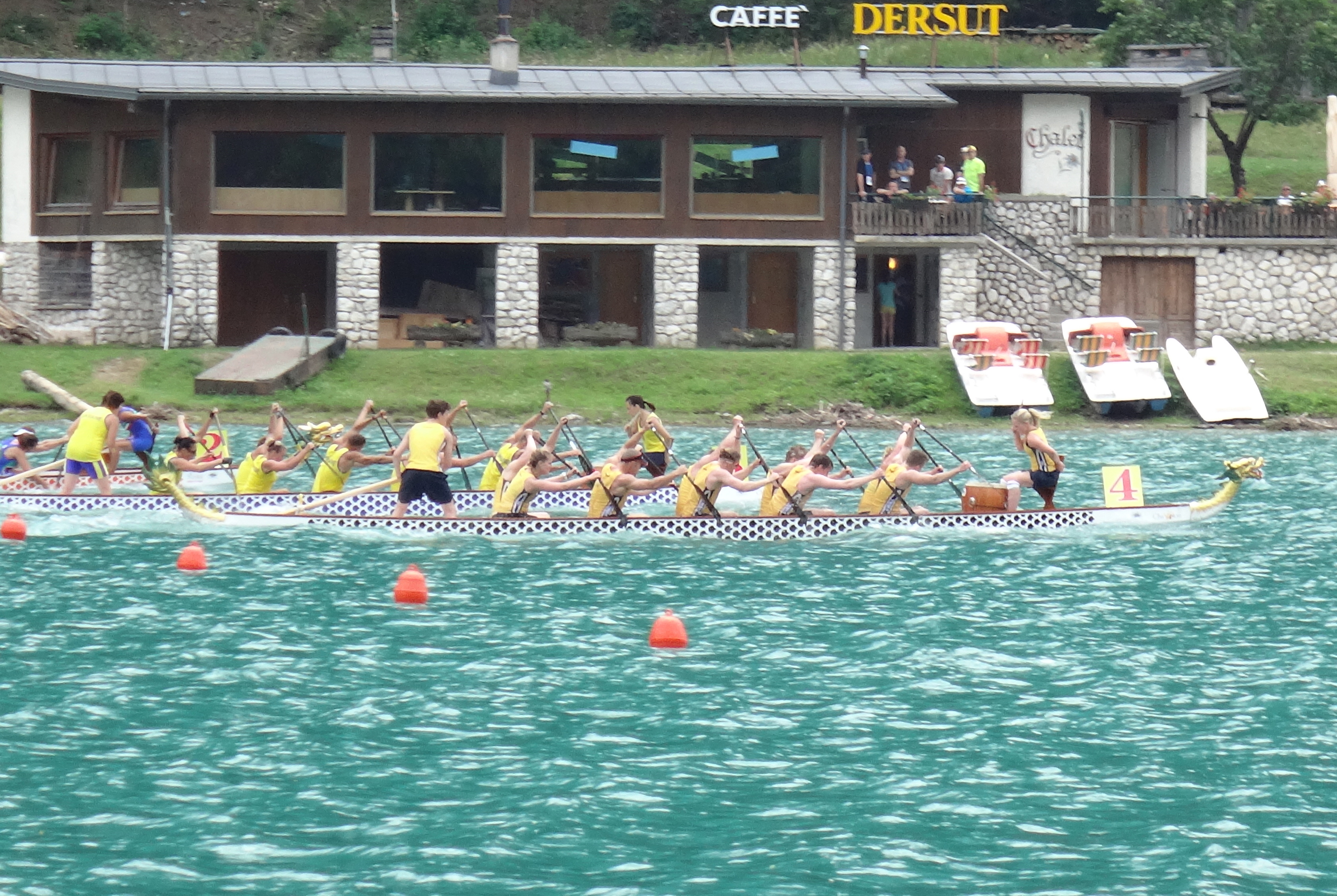
Försöksheat, EM 2015
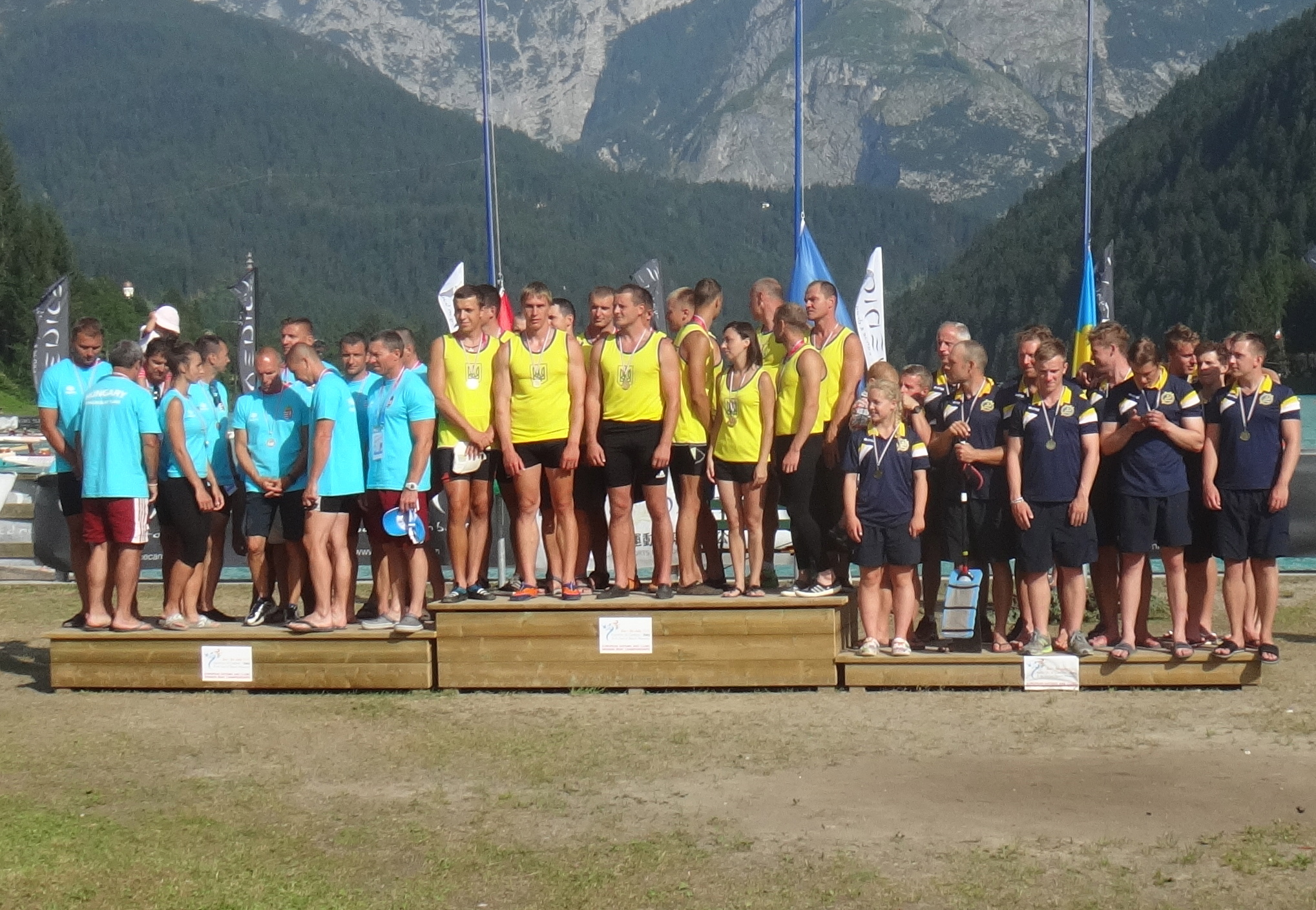
Medaljceremoni, EM-brons i senior, 200m 2015
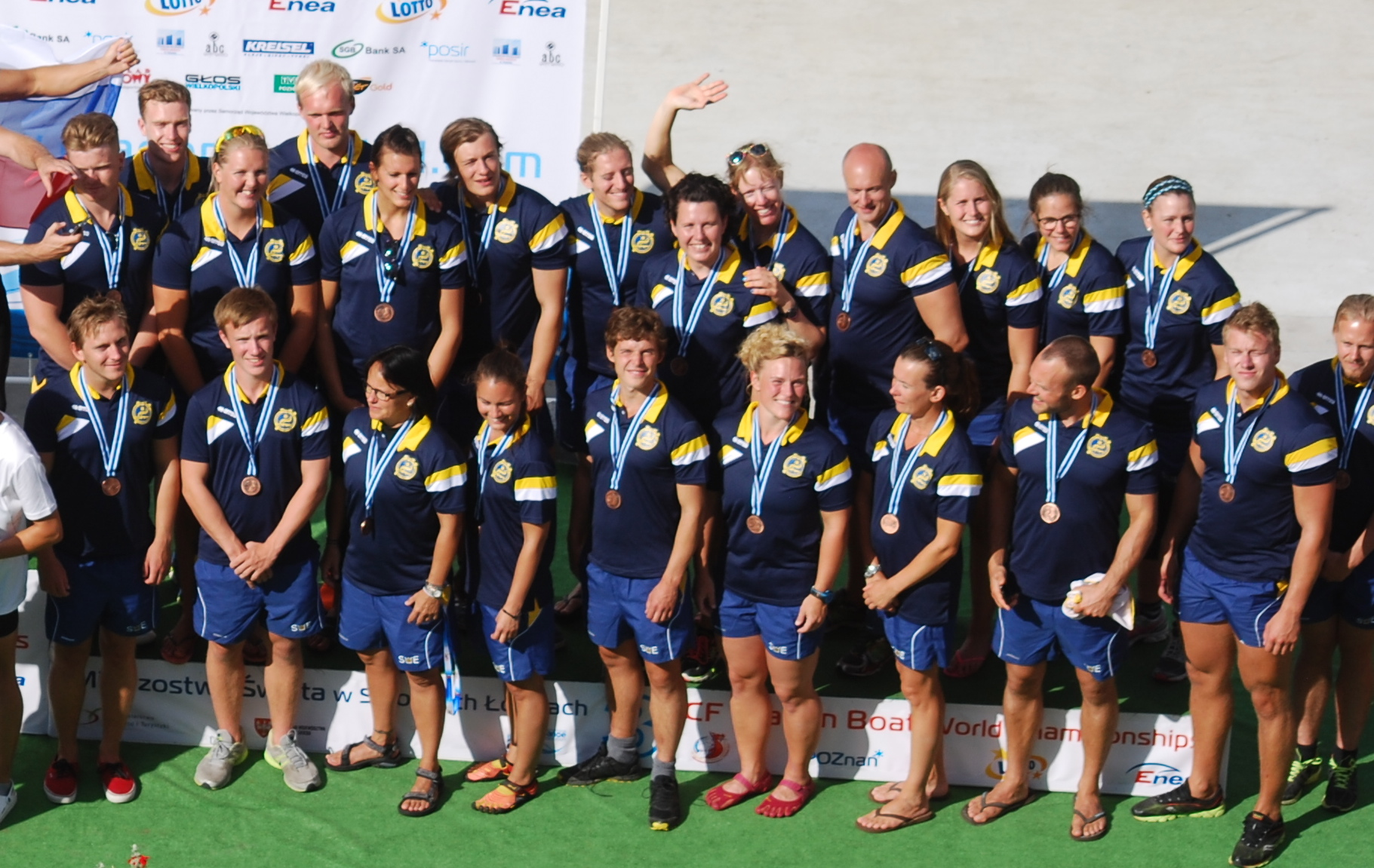
Medaljceremoni, VM-brons i senior, 500m 2014
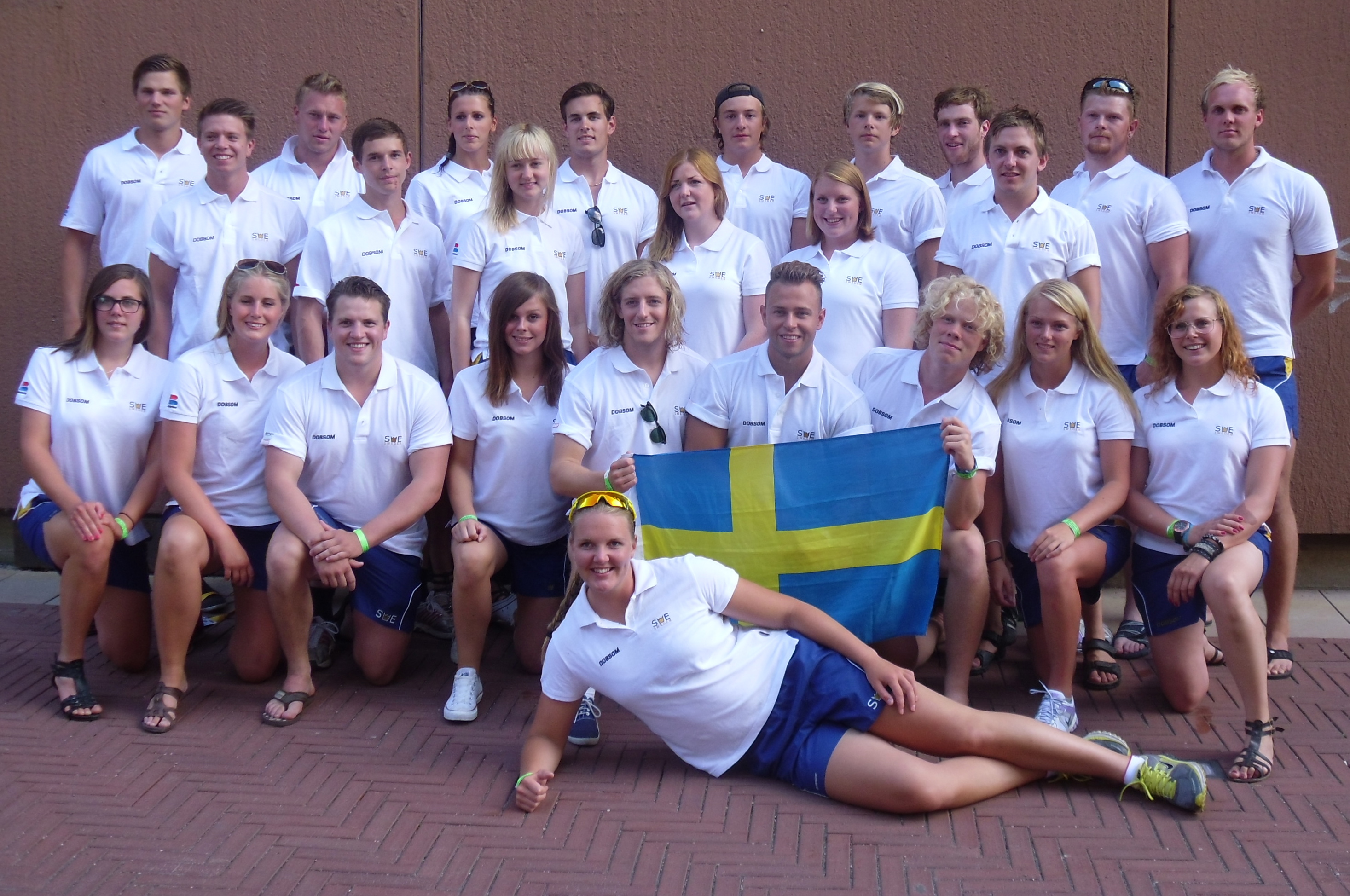
Lagfoto, VM-brons i U24, 500m 2013
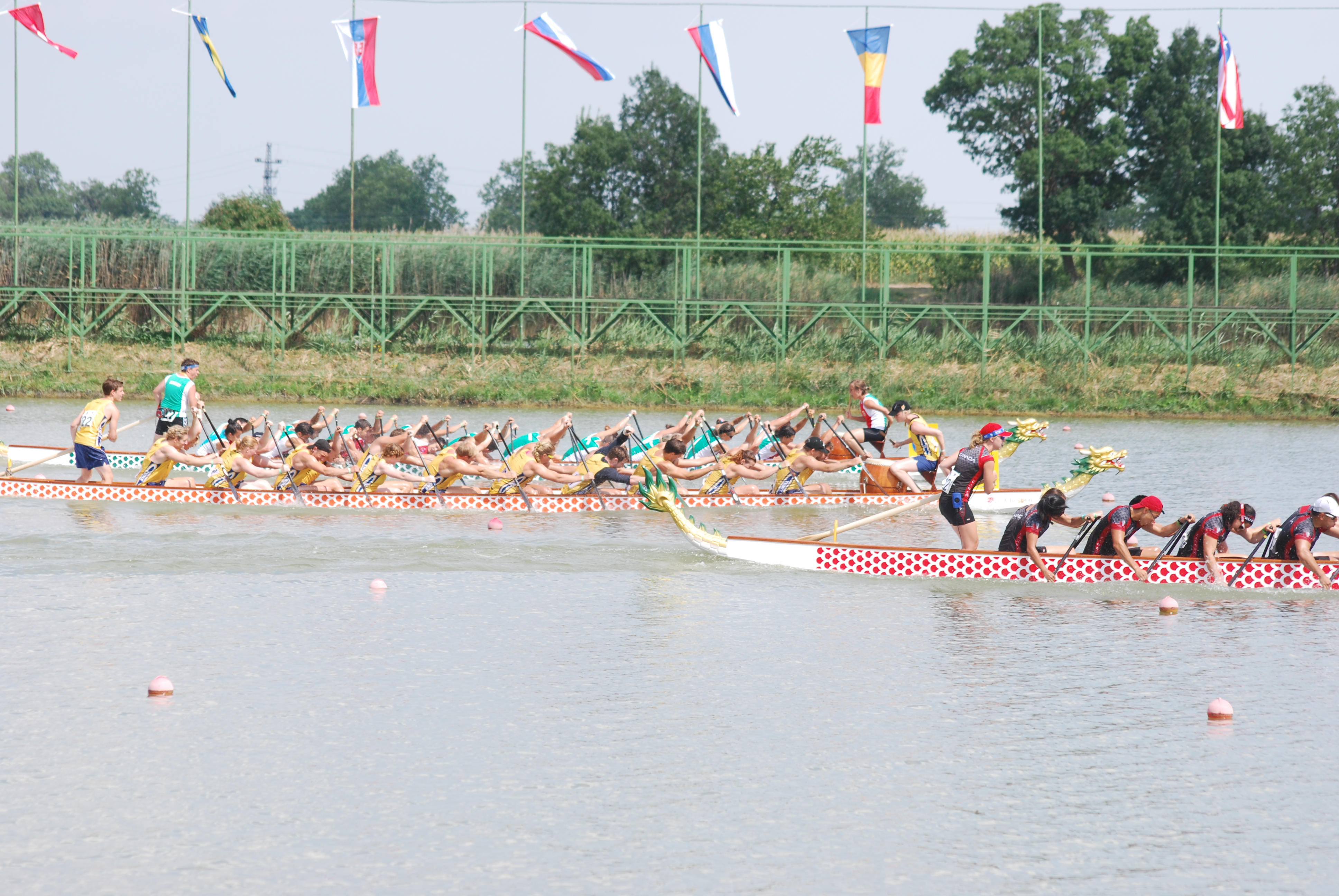
VM-final, VM-silver i U24, 1000m 2013
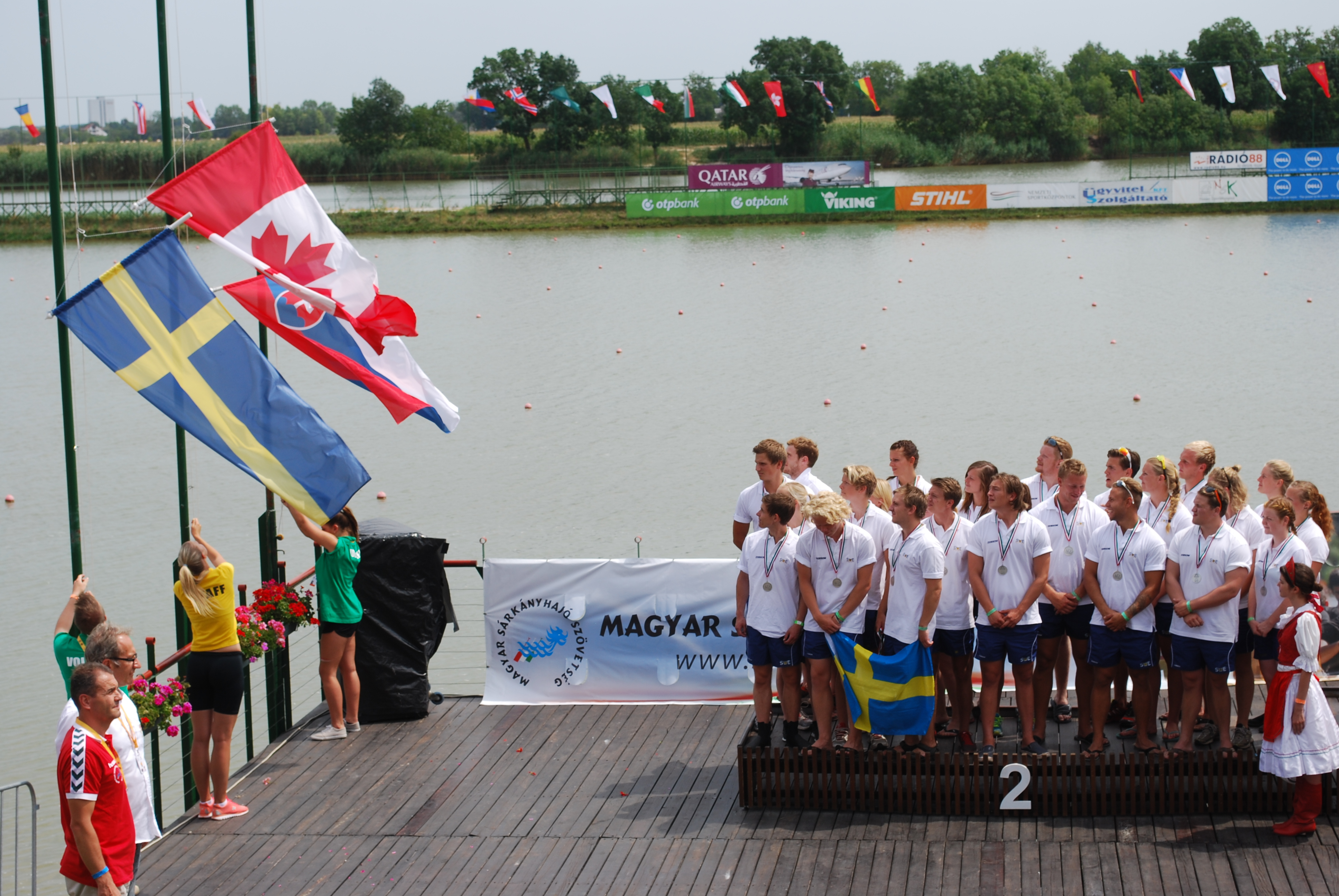
Medaljceremoni, VM-silver i U24, 1000m 2013
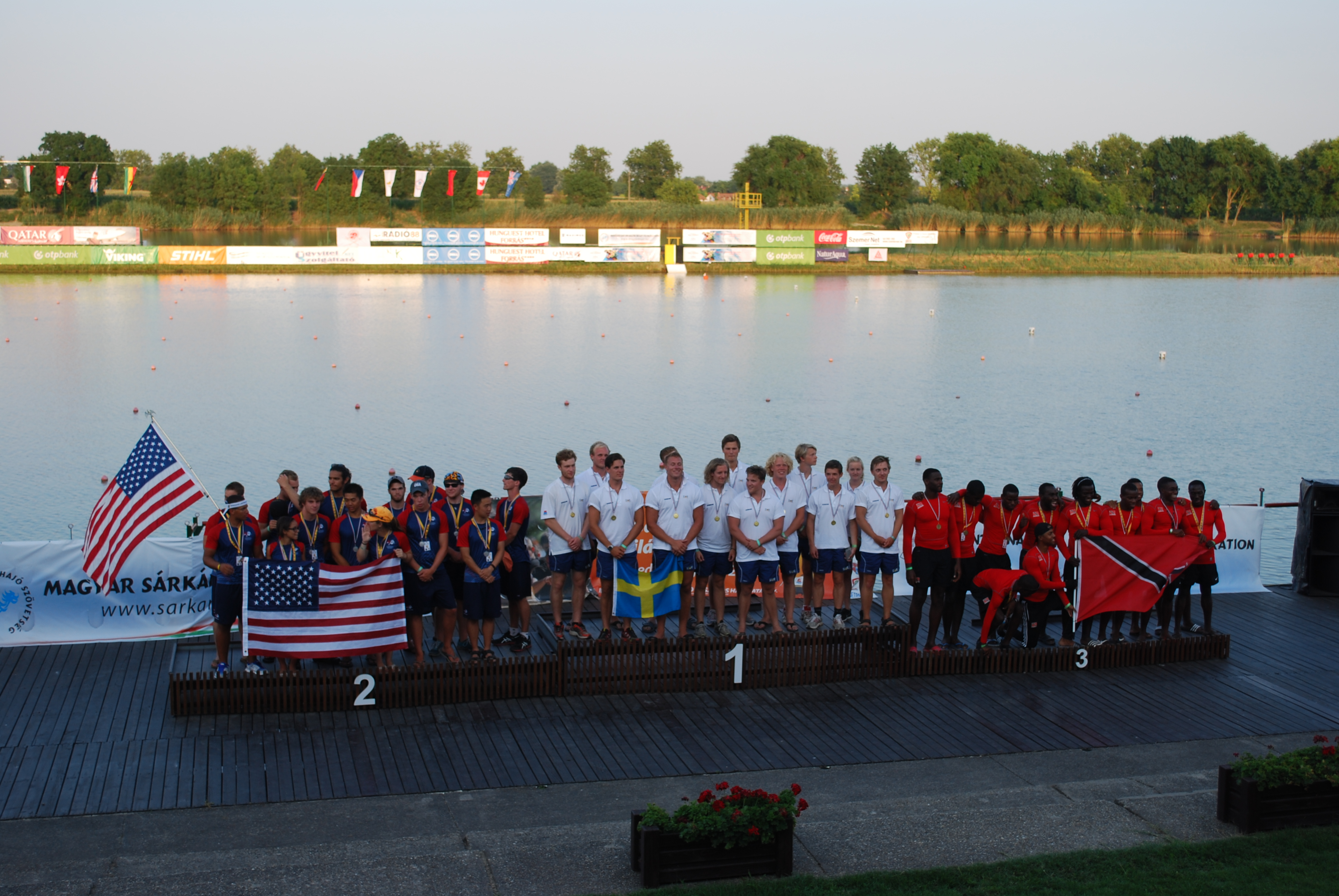
Medaljceremoni, VM-guld i U24, 200m 2013